# Stephanskloster (Heidelberg)

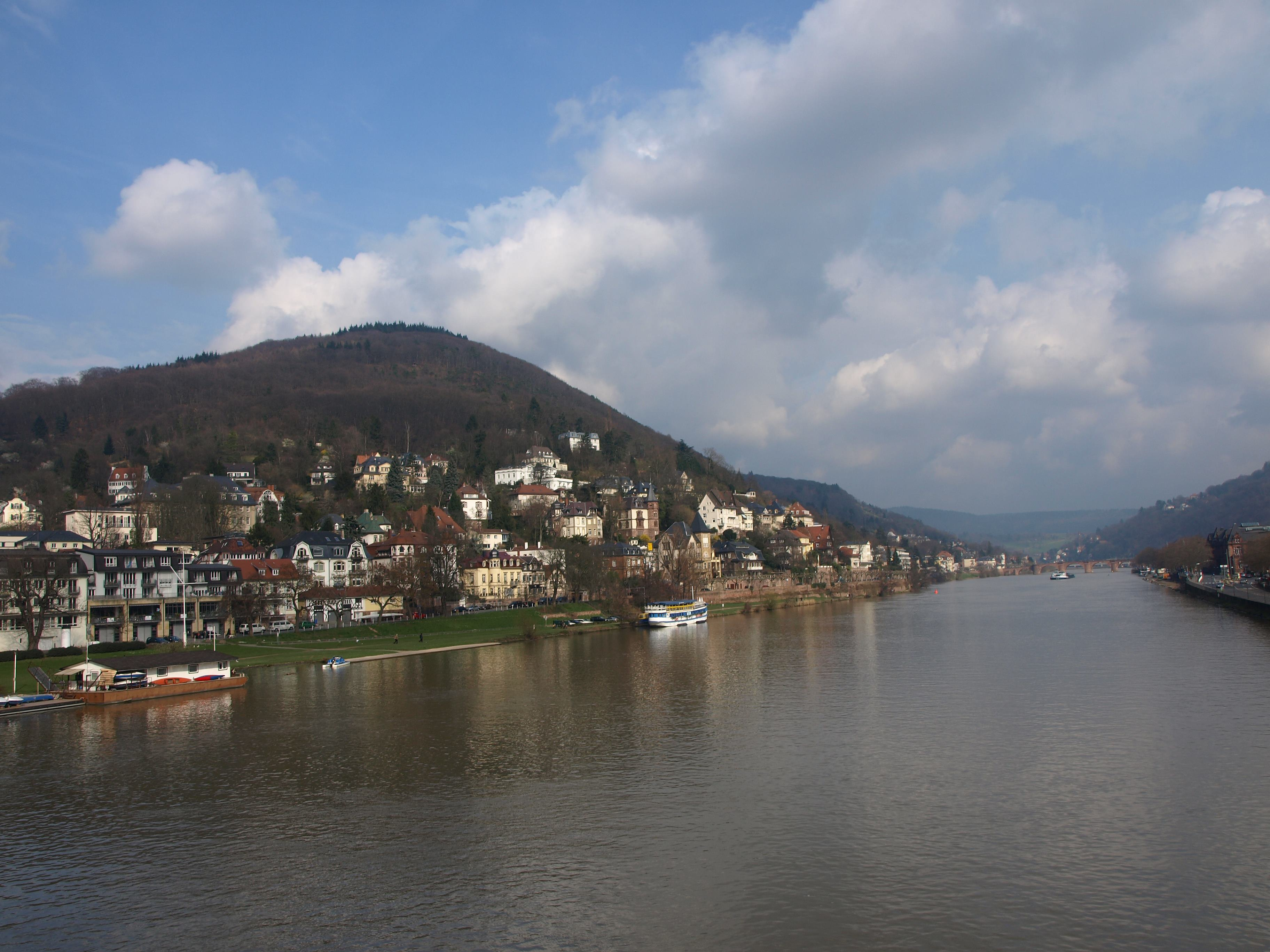
Der Michelsberg von der Theodor-Heuss-Brücke

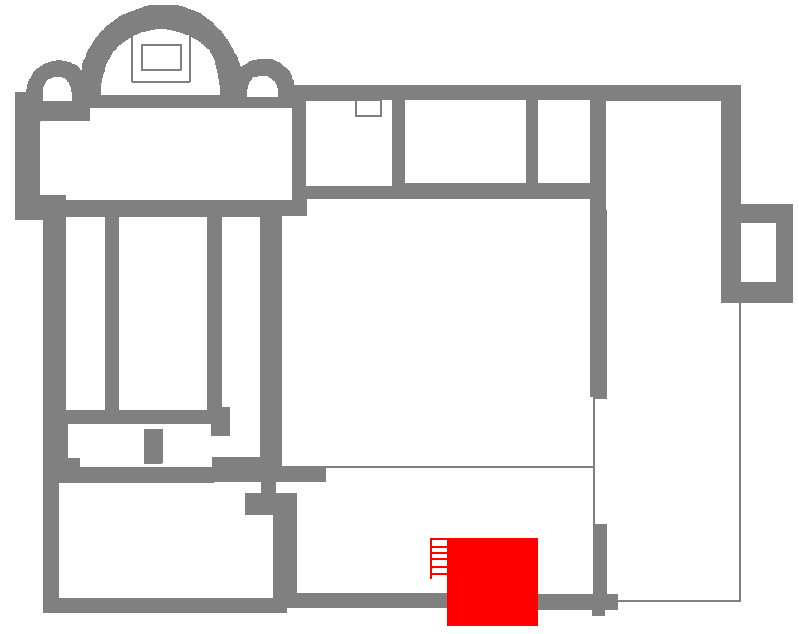
Umrisse (rot der Heiligenbergturm)

Das Stephanskloster auf dem 375,5 m ü. NHN hohen Michelsberg in Heidelberg ist ein im 11. Jahrhundert dort neben dem Michaelskloster als zweite Filiale des Klosters Lorsch gegründetes Kloster, von dem heute lediglich Fundamentreste erhalten sind. Der Michelsberg ist dem Heiligenberg südlich vorgelagert.

## Geschichte
St. Stephan war neben dem nahe gelegenen Michaelskloster das zweite Kloster auf dem Heiligenberg und wurde um das Jahr 1090 von dem Benediktiner Arnold gegründet. Dieser war erst kurz zuvor in den Benediktinerorden eingetreten. Er errichtete sich eine Klause und eine Kapelle auf dem vorderen Gipfel des Aberinsberges. Zundebold, Propst im Michaelskloster, fand Gefallen an der Zelle Arnolds und ließ 1094, mit Erlaubnis des Klosters Lorsch, Klostergebäude anfügen. Maßgeblicher Stifter war ein Handschuhsheimer Kreuzritter. Seine Witwe Hazecha liegt im Westteil der ehemaligen Kirche begraben, wie ihre Grabplatte belegt. Die Klosterkirche wurde im gotischen Stil im 12. Jahrhundert erbaut.
Nachdem sich die benediktinischen Klostersitten immer mehr gelockert hatten, übernahmen ab Mitte des 13. Jahrhunderts die strengen Prämonstratensermönche aus Allerheiligen/Schwarzwald das Kloster. Aus dieser Zeit, etwa dem 14. oder frühen 15. Jahrhundert, stammen auch die Konventbauten südlich der Klosterkirche; bis zu diesem Umbau scheinen die Wohn- und Nutzbauten des Klosters an unbekannter anderer Stelle gelegen zu haben. Der Konvent wurde im 16. Jahrhundert nach der Reformation aufgelöst, die Gebäude verfielen. Im Jahr 1589 beschloss die Heidelberger Universität als Erbin des Klosters, dieses als Steinbruch an Heidelberger Bürger freizugeben. 1885/1886 baute man aus den verbliebenen Klostersteinen den Aussichtsturm auf Schloss und Neckartal.
Zu Klosterzeiten konnte man von hier aus jede Bewegung im Neckartal schon von weitem beobachten, denn die Kuppe war kahl. Durch Bau und Heizung war ein großer Teil des Waldes abgeholzt worden. Gleichzeitig wurde eine nahegelegene alte Zisterne (das Heidenloch) wieder instand gesetzt. St. Stephan bekam einen eigenen Bezirk zugewiesen und war damit wirtschaftlich unabhängig.
Von der Anlage sind heute lediglich Fundamentreste und eine Kopie der Grabplatte der Stifterswitwe Hazecha mit lateinischer Inschrift erhalten.
Die Inschrift lautet:
- HAZECHA RICFRIDII DEPOSCENS HIC SEPELIRI PREDII QUARTUM SUI CESSIT HUIC DOMUI HIC CONSISTENTES EIUS OBITUM RECOLENTES SINT UT PERPETUO VIVAT ET IPSA DEO VIIII KL DECEMBRIS OBIIT HAZECHA.
- Übersetzung: Hazecha [Frau] des Rickfried begehrte hier begraben zu werden und überließ den vierten [Teil ihres Besitzes] diesem Haus/Orden, [damit] diejenigen, die sich hier niedergelassen haben, an ihren Tod erinnern und sie das ewige Leben habe in Gott. An den 9. Kalenden des Dezember [23. November, Todesjahr unbekannt, Anfang 12. Jahrhundert] verstarb Hazecha.

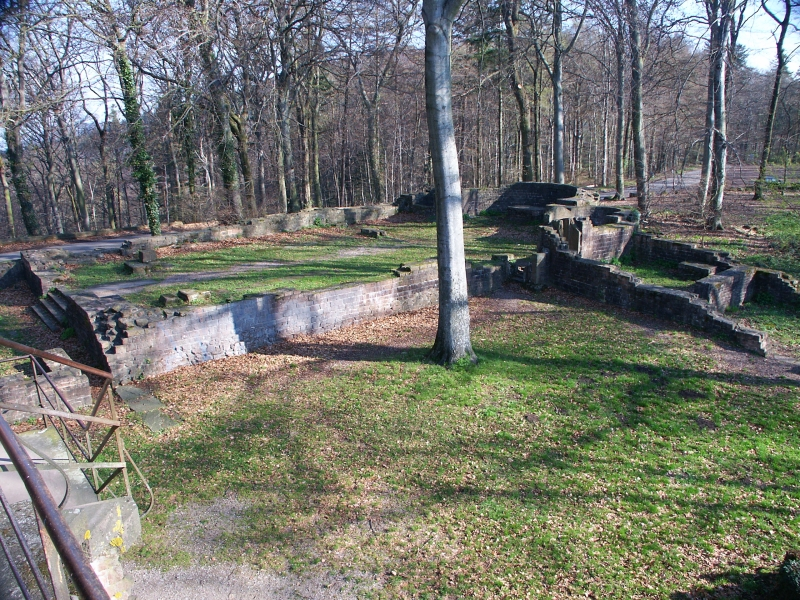
Ostblick, Grundmauern der Kirche und des östlichen Klausurflügels
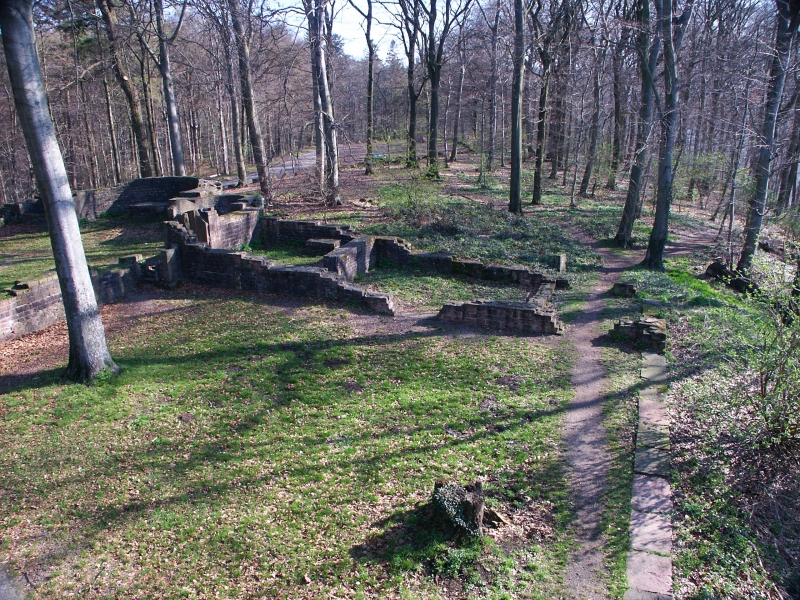
Südostblick, Grundmauern der Kirche und des östlichen Klausurflügels
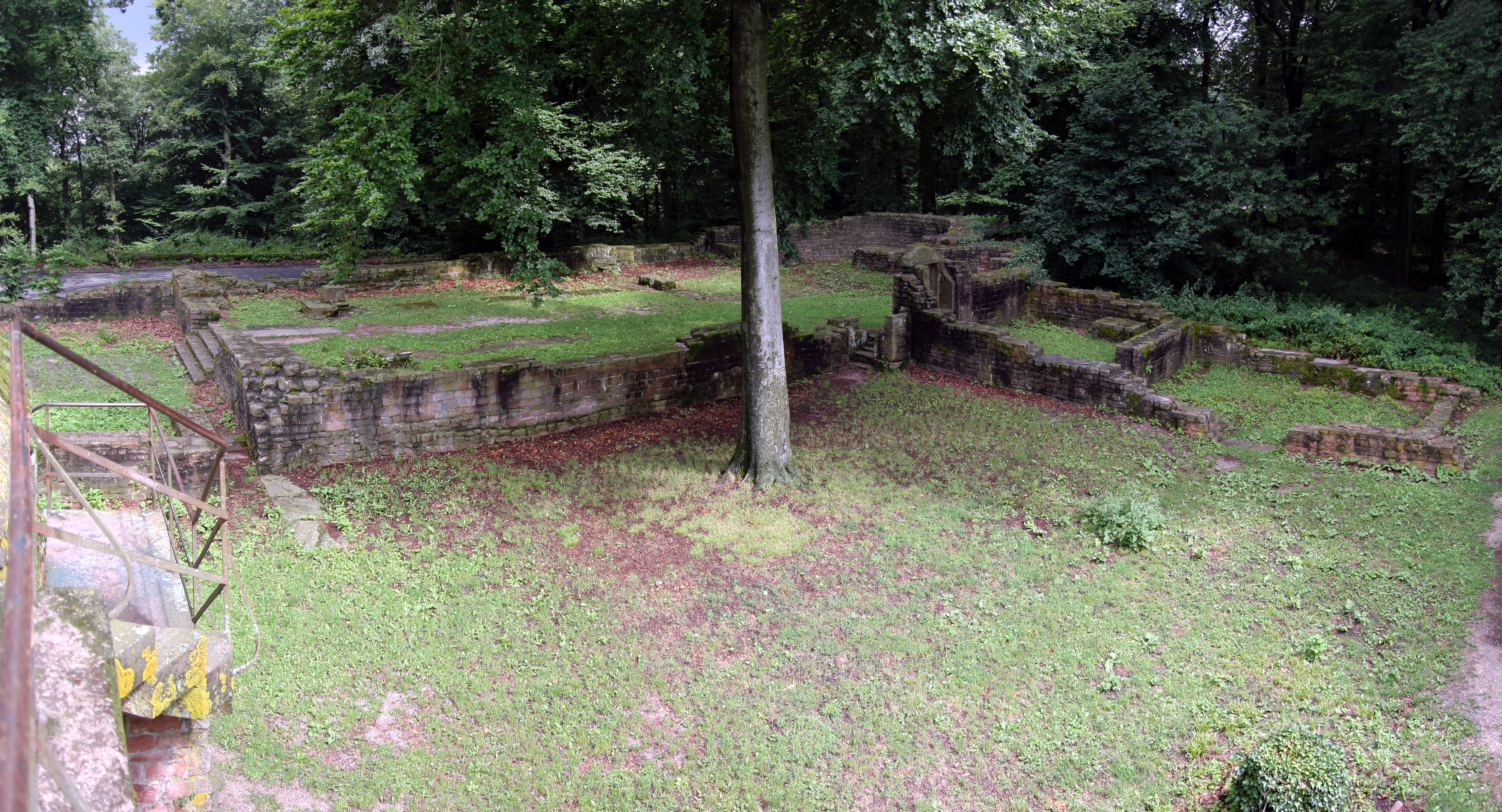
100° Aufnahme der Grundmauern vom unteren Plateau des Heiligenbergturms
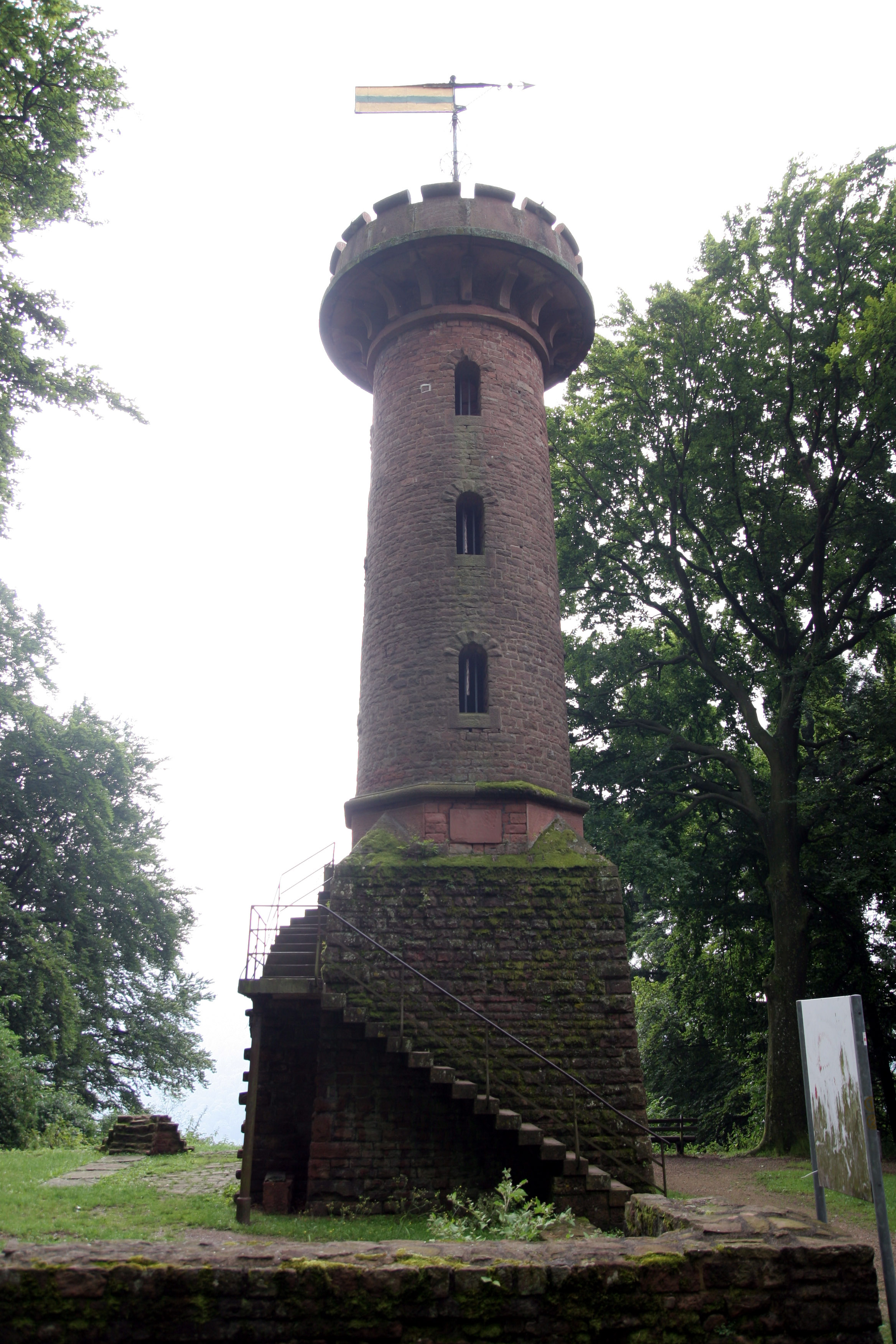
Der aus Resten des Klosters 1885/1886 aufgebaute Heiligenbergturm